# Alice Kyteler
Alice Kyteler (* 1263; † nach 1325) war eine irische Adelige und die erste Person, die in Irland wegen Hexerei verurteilt wurde. Sie konnte das Land rechtzeitig verlassen, jedoch wurde ihre Dienstmagd Petronilla de Meath verhaftet, ausgepeitscht und im Jahr 1324 als Hexe verbrannt.

## Leben
Alice Kyteler entstammte einer flämischen Kaufmannsfamilie, die sich im 13. Jahrhundert in Kilkenny niedergelassen hatte. Kyteler heiratete im Jahr 1280 William Outlaw, einen wohlhabenden Kaufmann und Geldverleiher. Sie hatten einen Sohn der ebenfalls William Outlaw hieß. Dieser Sohn war später Geschäftspartner von Alice Kyteler, wie es im Mittelalter durchaus üblich war. Er wurde 1303 zum Erwachsenen erklärt und später war er Bürgermeister von Kilkenny. Nach dem Tod des Ehemanns William Outlaw heiratete Alice Kyteler um 1302 ihren zweiten Ehemann, Adam Ie Blund of Callan. Auch ihr zweiter Ehemann war Geldverleiher und das Paar war sehr wohlhabend. Beide Ehepartner hatten Kinder aus erster Ehe und Kytelers Sohn William profitierte im Jahr 1307 durch die Tilgung all seiner Schulden durch Adam Ie Blund. Zudem übergab dieser all seine Waren, Immobilien und Juwelen an William. Bereits 1309 heiratete Alice Kyteler ihren dritten Ehemann, Richard de Valle, einen wohlhabenden Grundbesitzer. Auch hier profitierte William Outlaw finanziell. Richard de Valle starb vor 1316, Alice erhob Klage gegen ihren Stiefsohn, der ebenfalls Richard de Valle hieß, um ihren Witwenteil einzuklagen. Schließlich heiratete sie Sir John Ie Poer.

## Anklage
Als Sir John Ie Poer krank wurde, erreichten ihn Gerüchte, dass er durch seine Frau Alice Kyteler vergiftet werde. Er wandte sich an Richard Ledrede, Bischof von Ossory, und klagte seine Frau an. Stiefkinder von Kyteler aus ihren vorherigen Ehen schlossen sich dieser Klage an. Sie behaupteten, Kyteler habe auch ihre Väter verhext, ihnen den Tod gebracht und den Kindern das Erbe genommen. Ledrede forderte Kyteler, die inzwischen bei ihrem Sohn William Outlaw lebte, auf, vor ihm zu erscheinen. Doch Kyteler war bereits nach Dublin geflohen und somit außerhalb Ledredes Reichweite. Dieser versuchte sie in Dublin verhaften zu lassen, jedoch untersagte der König eine Verhaftung. Lady Alice drehte nun die Klage um und erreichte, dass der Seneschal von Kilkenny Ledrede verhaftete und 17 Tage in Haft hielt. Nach seiner Freilassung reiste Ledrede selbst nach Dublin, um Alice Kyteler zu ergreifen, doch diese war bereits mit Sarah, der Tochter ihrer Dienerin Petronilla de Meath, nach England geflohen. Ledrede forschte in Kilkenny, ob es dort weitere Helfer und Mitwisser gäbe.
Nach drei Inquisitionen wurde Alice Kyteler der Hexerei angeklagt und neben ihr noch elf weitere Personen. Zu diesen gehörte ihr Sohn William Outlaw, ihre Dienerin Petronilla de Meath, Petronillas Tochter Sarah, auch genannt Basilia, Robert of Bristol, Alice Faber, John Galrussyn Helen Galrussyn, Syssoh Galrussyn, William Payne de Boly, Eva de Brounestoun und Annota Lange. Alice Kyteler konnte mit einigen der Angeklagten entkommen, die meist ärmeren der Angeklagten wurden in Haft genommen, andere freigelassen. William Outlaw bekannte sich schuldig, seine Strafe wurde zu einer Buße umgewandelt und er wurde freigelassen. Er musste für ein Jahr jeden Tag drei Messen hören, den Armen Essen geben und sich verpflichten, das Dach der Kathedrale St. Canice mit Blei neu zu bedecken. Als Ledrede hörte, dass William seine Buße nicht ausführte, sperrte er ihn erneut ein. Eine weitere Buße wurde ihm auferlegt.
Es wurden sieben Anklagen erhoben: sie würden Christus und die Kirche leugnen, lebende Tiere zerschneiden und die Stücke als Gaben an einen Dämon in den Straßen verteilen, sie hätten die Schlüssel zur Kirche gestohlen und würden sich dort in der Nacht versammeln, im Schädel eines Räubers würden sie die Eingeweide und inneren Organe, Würmer, abgeschnittene Nägel Toter Menschen, Haare vom Gesäß, und Kleidung von Jungen, die vor der Taufe gestorben waren legen, daraus Tränke brauen würden, um andere Menschen zu verleiten, andere Christen zu lieben, hassen, töten und weiter zu beeinflussen. Alice Kyteler wurde beschuldigt einen Dämon als Inkubus zu haben, mit dem sie auch fleischlich bekannt war und der ihr entweder als Katze, zotteliger schwarzer Hund, oder als schwarzer Mann erschien. Von diesem erhielte sie ihren Reichtum. Zudem, dass Kyteler Zauberei benutzt hätte, um einige ihrer Ehemänner zu ermorden und andere zu betören, so dass sie und ihr Sohn William Outlaw deren Reichtum erwarben und die Stiefkinder verarmten. Außerdem hätte sie ihren vierten Ehemann Sir John Ie Poer vergiftet. Die letzte Anklage wurde durch eine Beschreibung von Sir John aus dem Jahr 1324 untermauert, die ihn abgemagert, mit herausgerissenen Nägeln und ohne Körperbehaarung zeigte. Dies waren alles Symptome, die auf eine Arsenvergiftung hinwiesen.
Weitere Klagen wurden erhoben, so habe Petronilla de Meath drei schwarze Männer gesehen, die eine Eisenstange getragen hätten, zudem wäre sie dabei gewesen, wenn Alice Kyteler mit ihrem Dämon Geschlechtsverkehr gehabt hätte. Alice Kyteler wurde außerdem beschuldigt mit einem Besen durch die Straßen von Kilkenny gekehrt zu haben und alles vor die Tür ihres Sohnes gefegt zu haben mit dem Ausruf, dass er nun allen Reichtum der Bürger von Kilkenny besäße. Petronilla de Meath wurde sechsmal auf Anweisung des Bischofs ausgepeitscht und am 3. November 1324 als Hexe verbrannt. Sie war die einzige der Angeklagten, die die volle Strafe erdulden musste. Alle anderen kamen nach Zahlungen und weiteren Bußen frei.
Alice Kyteler lebte bis zu ihrem Tod unter dem Schutz von König Edward III. in England oder Flandern.

## Moderne Rezeption
Judy Chicago widmete Alice Kyteler eine Inschrift auf den dreieckigen Bodenfliesen des Heritage Floor ihrer Installation The Dinner Party. Die mit dem Namen Alice Kyteler beschrifteten Porzellanfliesen sind dem Platz mit dem Gedeck für Petronilla de Meath zugeordnet.
Molly Aitkens 2024 erschienener Roman Bright I Burn erzählt Alice Kytelers Leben aus ihrer eigenen Perspektive.